# Dubiecko
Dubiecko – miasto w Polsce, położone w województwie podkarpackim, w powiecie przemyskim, w gminie Dubiecko. Leży nad Sanem, na Pogórzu Dynowskim. Jest siedzibą gminy Dubiecko.
W okresie I Rzeczypospolitej miasto administracyjnie należące do ziemi sanockiej w województwie ruskim.
Dubiecko uzyskało lokację miejską w 1407 roku, w latach 1879–1900 na prawach miasteczka, ponownie gmina wiejska jednostkowa z prawami miejskimi do 31 lipca  1934 roku. Od 1 sierpnia 1934 wieś w zbiorowej gminie Dubiecko. Miejscowość odzyskała status miasta z dniem 1 stycznia 2021.
1934–1954 siedziba zbiorowej gminy Dubiecko, 1954–1972 gromady Dubiecko, a od 1973 ponownie gminy Dubiecko. W latach 1975–1998 miejscowość administracyjnie należała do województwa przemyskiego.
Według danych GUS z 1 stycznia 2024 r. miasto liczyło 801 mieszkańców, będąc najsłabiej zaludnionym miastem w województwie.

## Historia

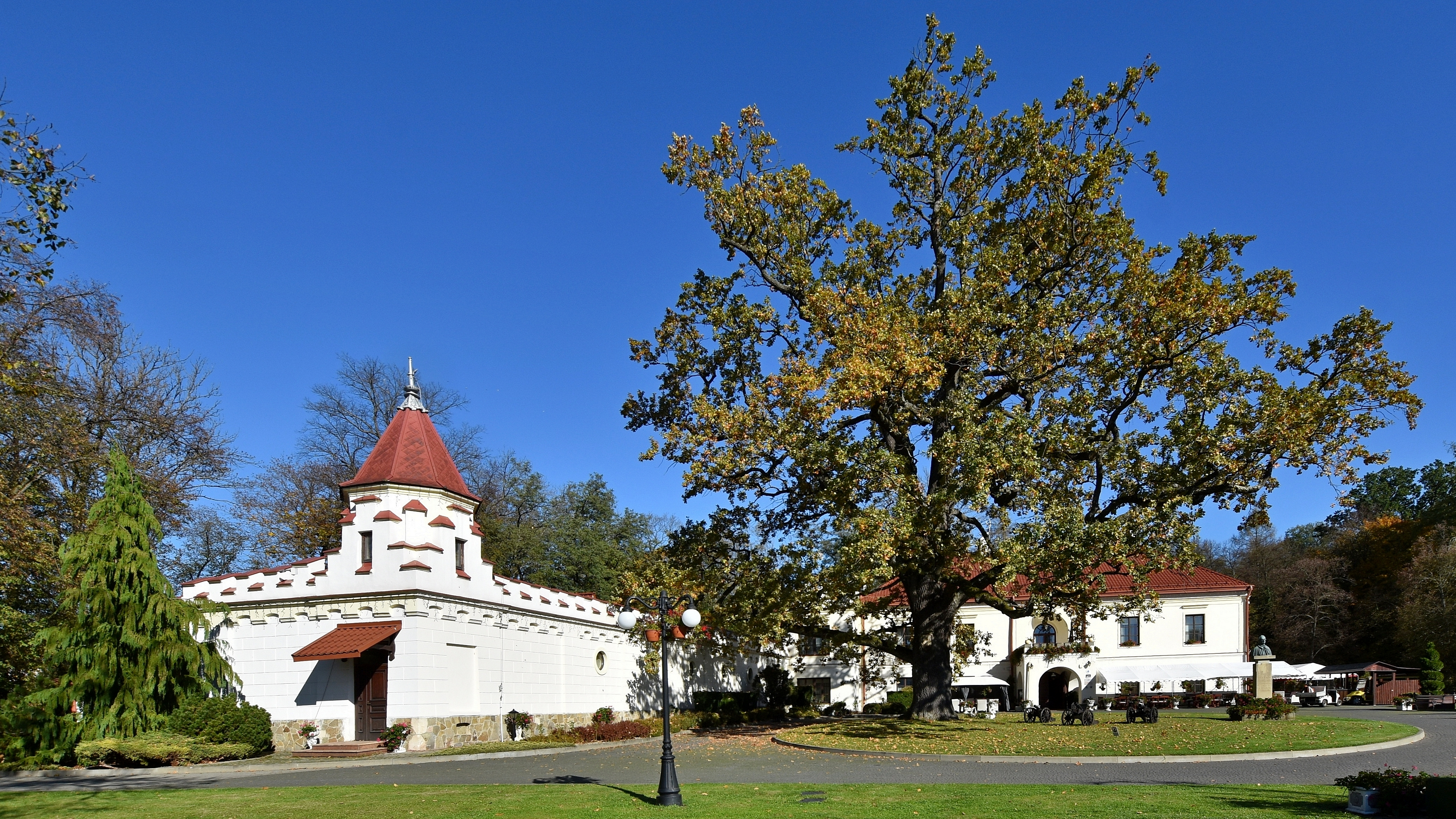
Pałac

W 1389 król Władysław Jagiełło nadał w wieczyste posiadanie wieś królewską Dubiecko Piotrowi Kmicie. Miejscowość prawa miejskie otrzymała 24 sierpnia 1407 przywilejem króla Władysława II Jagiełły dzięki staraniom Piotra Kmity, wojewody sandomierskiego, który przeniósł i lokował miasto z pobliskiej Ruskiej Wsi. Piotr Kmita w roku 1407 ufundował i uposażył w Dubiecku pierwszą parafię i kościół pw. św. Mikołaja, Stanisława i Marcina. Kościół ten oraz następne uposażył jego syn Mikołaj Kmita, a po nim, w roku 1447, Dobiesław Kmita, wojewoda lubelski, wnuk Piotra. Pod koniec XV wieku w Dubiecku funkcjonowały poza kościołem parafialnym  drugi kościół, szpital oraz kolegium kapłańskie mansjonarzy.
W 1551 roku przeniósł się Stanisław Mateusz Stadnicki z Niedźwiedzia do Dubiecka i zaczął popularyzować idee reformacji w Przemyskim. Jako właściciel Dubiecka skasował dobra katolików, a kościół zamienił na zbór kalwiński. Pierwszym kaznodzieją został mianowany przez Stadnickiego Albert z Iłży, apostata. W Dubiecku znaleźli schronienie i protekcję dwaj reformatorzy, Jerzy Tobołka i Andrzej z Dynowa, obaj wyklęci przez kościół rzymskokatolicki. Przebywał tu także Wojciech z Iłży. W Dubiecku rozpoczęto odprawiać nabożeństwa luterańskie z liturgią po polsku i zaczęto szerzyć żywą propagandę różnowierstwa. W 1552 roku biskup Dziaduski rzucił na Stadnickiego ekskomunikę, pozbawiając go dostojeństw, honorów oraz dóbr ruchomych i nieruchomych. W odpowiedzi w 1554 r. Stadnicki zajął kościół katolicki w Dubiecku.
Stanisław Diabeł Stadnicki urodził się około 1551 roku w Dubiecku, jako pierwszy syn Stanisława Mateusza Stadnickiego, ożenionego z Barbarą, siostrą Samuela Zborowskiego. Wikary z Niedźwiedzia ochrzcił w obrzędzie luterańskim nowo narodzonego syna Stadnickiego. Po kilkudziesięciu latach dzięki protekcji Stanisława Stadnickiego w Dubiecku powstały szkoły dla młodzieży, uczące zasad reformacji. Organizacją szkół zajmowali się w tym czasie przybyły z Krakowa Franciszek Stankar oraz Grzegorz Orszak. Okres reformacji przetrwał tu do roku 1588, kiedy to syn Stanisława Andrzej Stadnicki, pan włości Dubiecka zwrócił dobra kościelne katolikom. W roku 1588 Dubiecko przeszło również w posiadanie rodu Krasickich z Siecina. Przez pewien czas proboszczem miejscowej parafii oraz przełożonym szpitala był ks. Andrzej Bobola, syn Hieronima i Katarzyny – kuzyn świętego Andrzeja Boboli.
Do roku 1624 funkcjonowała w Dubiecku drukarnia kalwińska prowadzona przez Jana Szeligę.
W roku 1626 Grzegorz Krasicki, przebudowując zamek, zburzył istniejący kościół, a następnie ufundował nową świątynię pw. Podwyższenia Krzyża Świętego na przedmieściach Dubiecka. Na początku XVIII wieku w jego miejscu powstał nowy, murowany kościół pw. św. Apostołów Szymona i Judy, którego konsekracji w 1755 dokonał biskup przemyski Wacław Hieronim Sierakowski. Kościół ten powstał dzięki fundacji Anny ze Starzechowskich Krasickiej, której portret umieszczono w świątyni.
Ewaryst Andrzej Kuropatnicki w wydanym po raz pierwszy w 1786 r. dziełku pt. „Geografia (...) Galicyi i Lodomeryi” tak z uznaniem pisał o Dubiecku:  Miasto JW. Antoniego hrabi Krasickiego dziedziczne; porządnym domem, pięknym ogrodem, którego poprzek droga murowana węgierska do Lwowa idzie; pięknym dla poczty murowanym domem, wielkiemi dworskiemi murowanemi stajniami ozdobione. A miasto coraz wzrasta i powiększa się (...).
W połowie XIX wieku właścicielami posiadłości tabularnej w Dubiecku z Czerwonką byli Aleksander i Henryka hr. Krasiccy. W 1893 właścicielem posiadłości tabularnej w Dubiecku był Isak Kanner. Po Krasickich zamek w Dubiecku przeszedł prawem spadku na hrabiów Konarskich.
Podczas zaboru austriackiego przez pewien czas jako miasto wchodziło w skład obwodu sanockiego.
W 1880 miasto zamieszkiwało 690 katolików, 700 wyznawców judaizmu oraz 114 unitów.
Większość mieszkańców pod koniec XIX wieku trudniła się bednarstwem oraz szewstwem.
W II Rzeczypospolitej miejscowość w powiecie przemyskim w województwie lwowskim. Prawa miejskie miejscowość utraciła w roku 1934.
W latach 1941–1943 Niemcy, którym pomagała Ukraińska Policja Pomocnicza, zgładzili prawie wszystkich dubieckich Żydów. W 1946 nacjonaliści ukraińscy z OUN-UPA zamordowali tutaj 10 Polaków.
Po II wojnie światowej w miejscowości ustawiono pomnik gen. Karola Świerczewskiego.
1 stycznia 2021 roku Dubiecko otrzymało prawa miejskie.

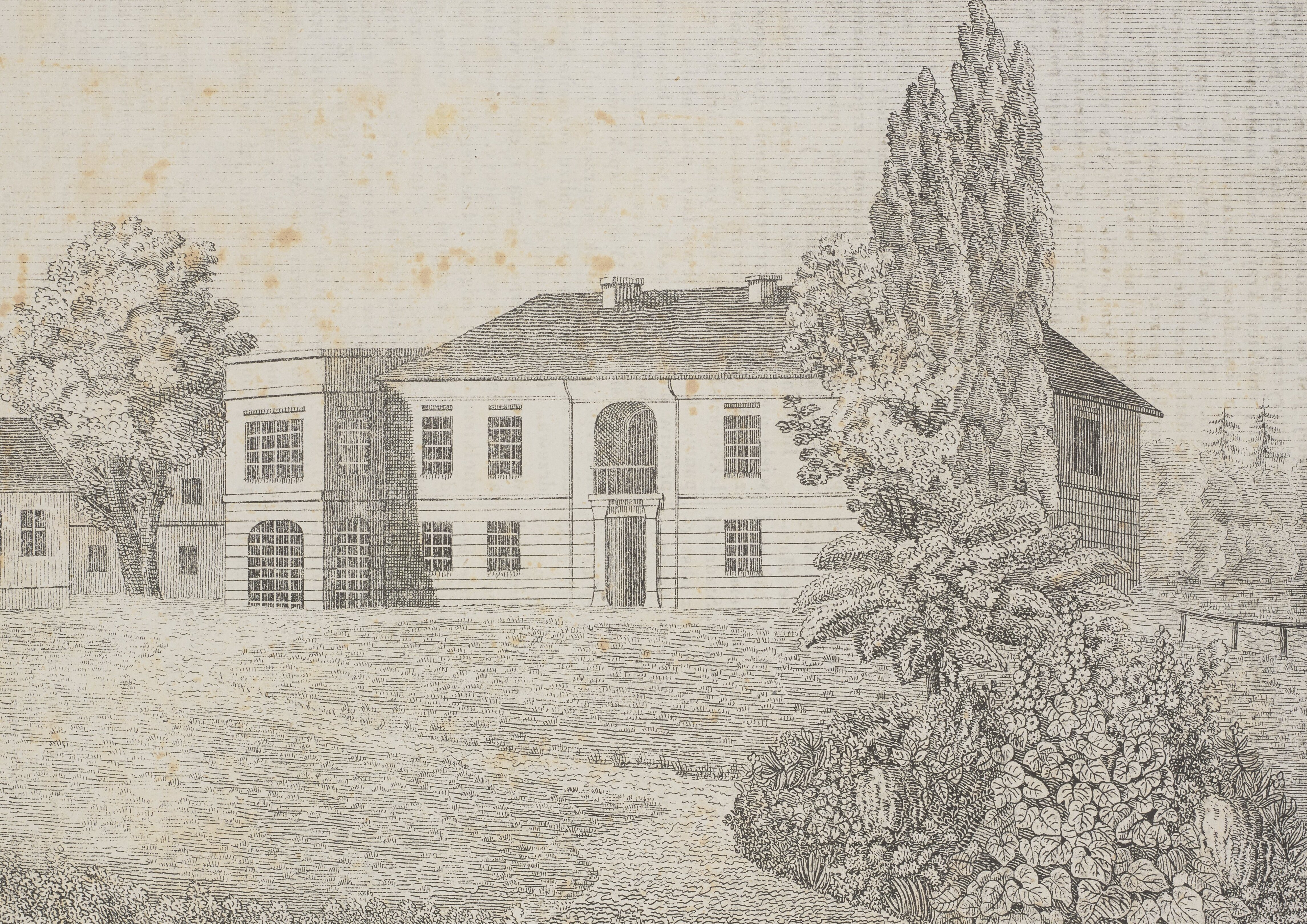
Pałac między 1823 i 1849
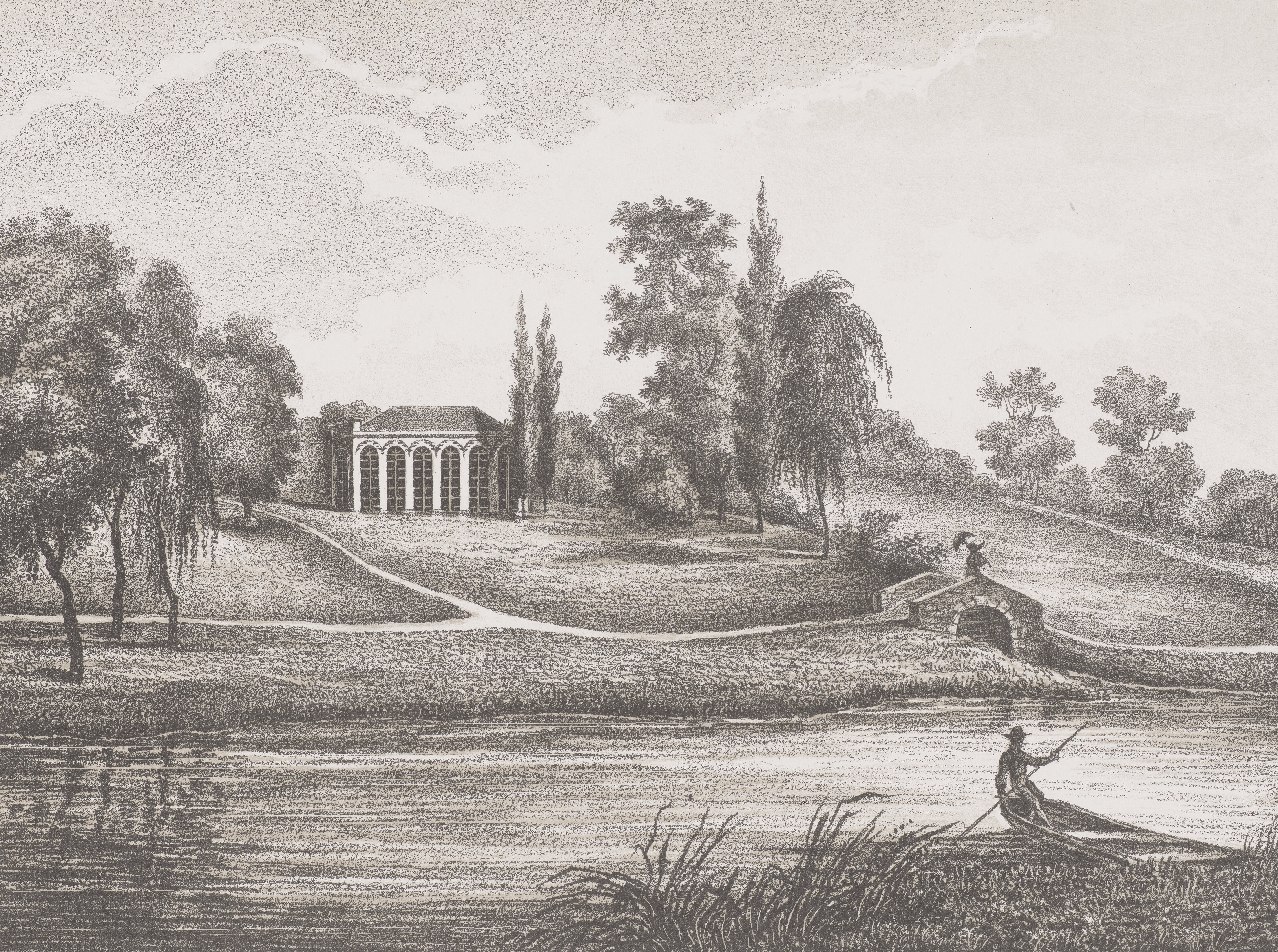
Ogród w Dubiecku, przed 1825
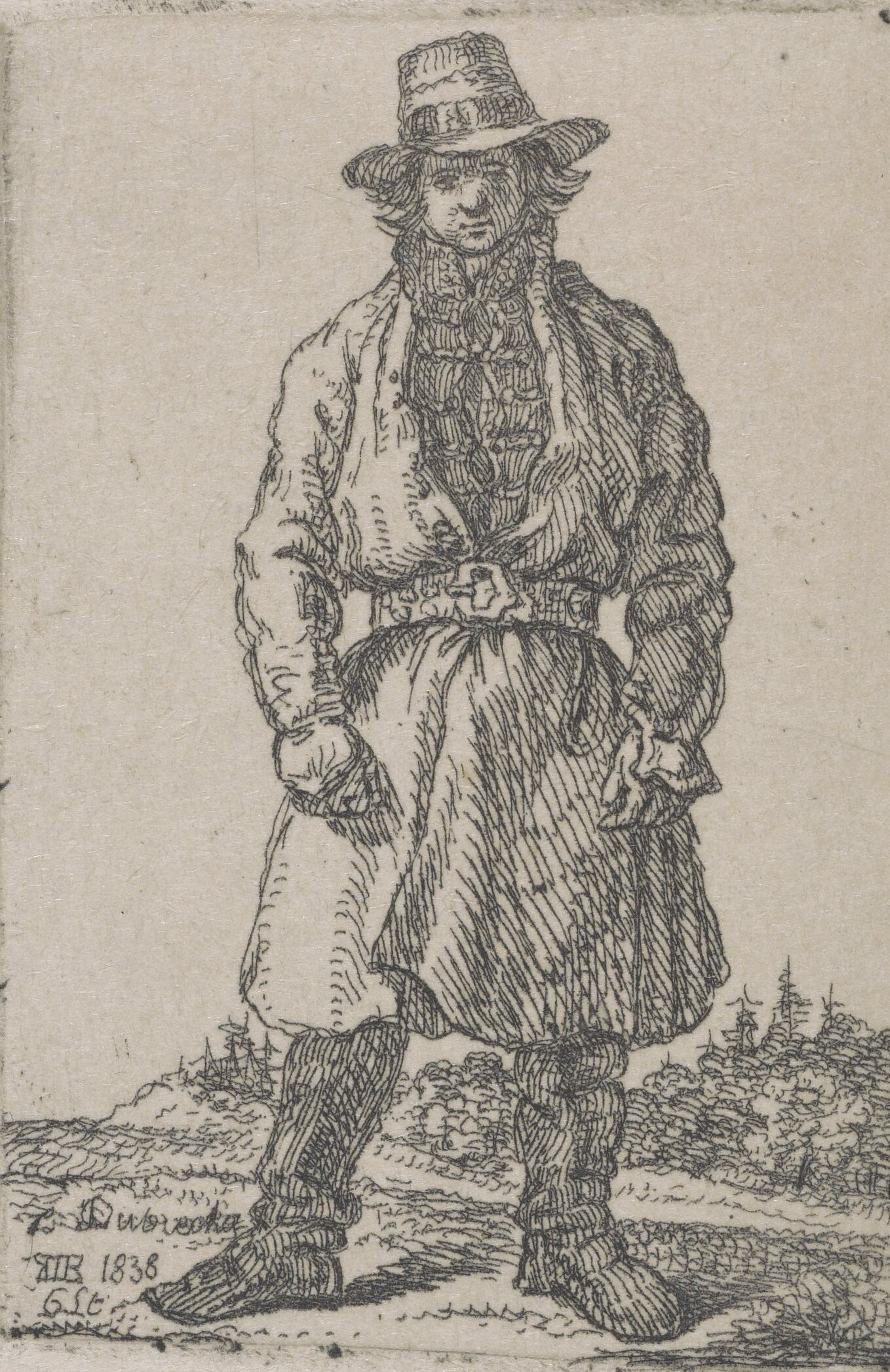
Chłopiec w stroju regionalnym z Dubiecka, 1838

## Zabytki

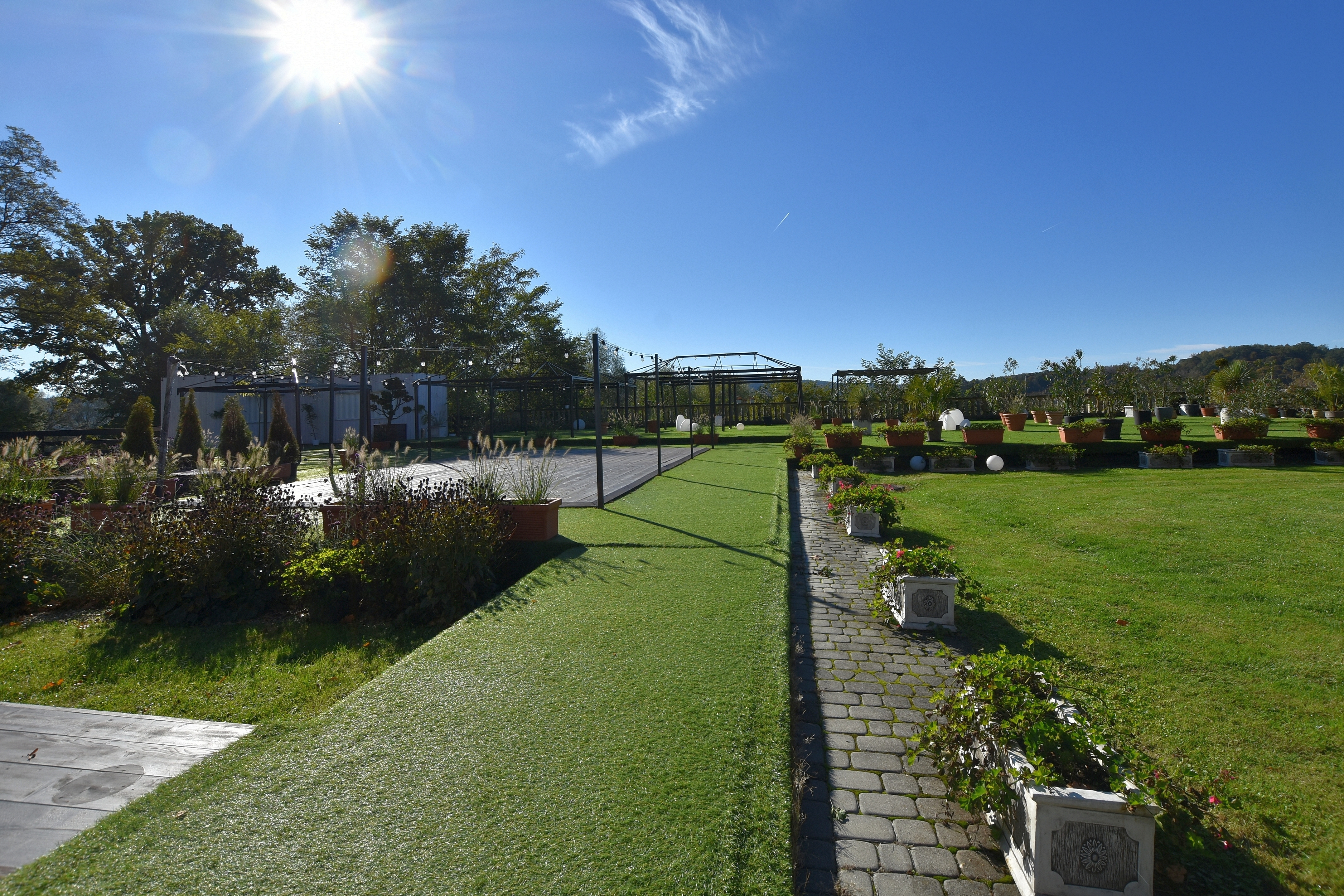
Miejsce po zamku

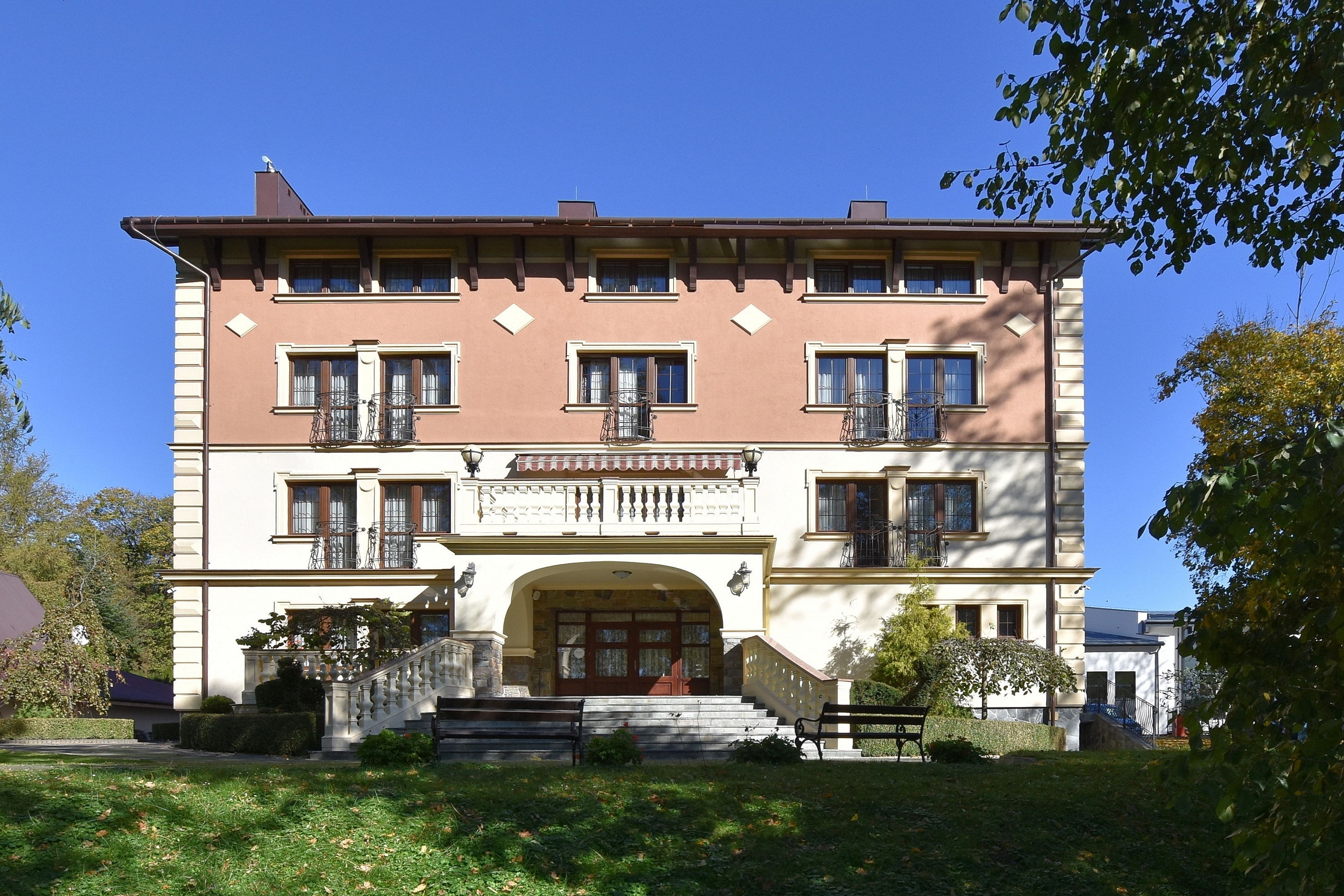
Hotel Zamek Dubiecko

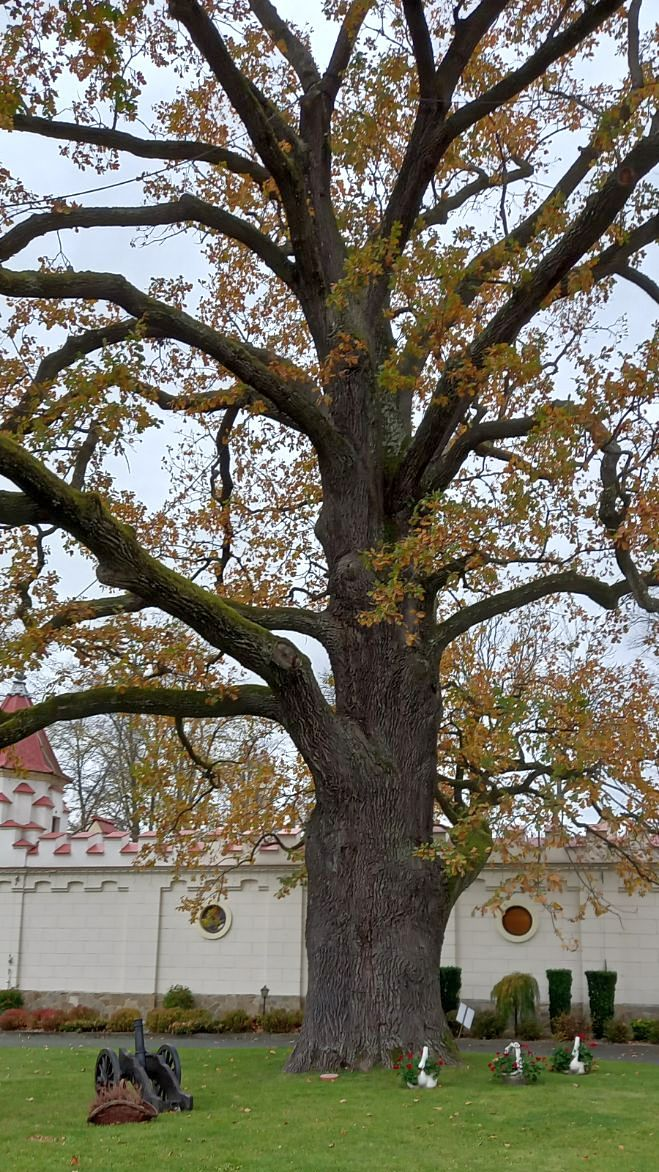
Dąb szypułkowy przy pałacu

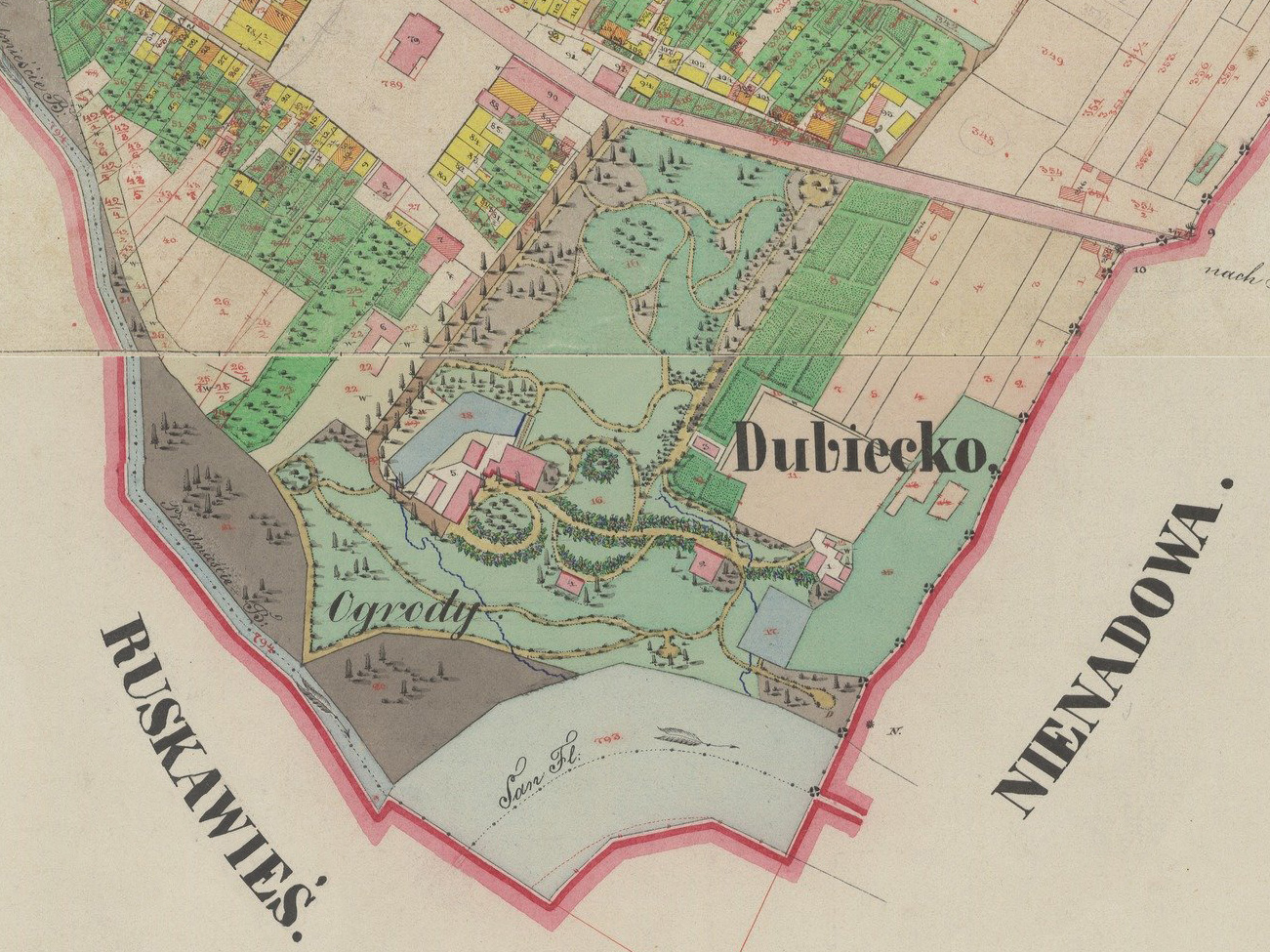
Zamek w Dubiecku w 1851 (mapa)

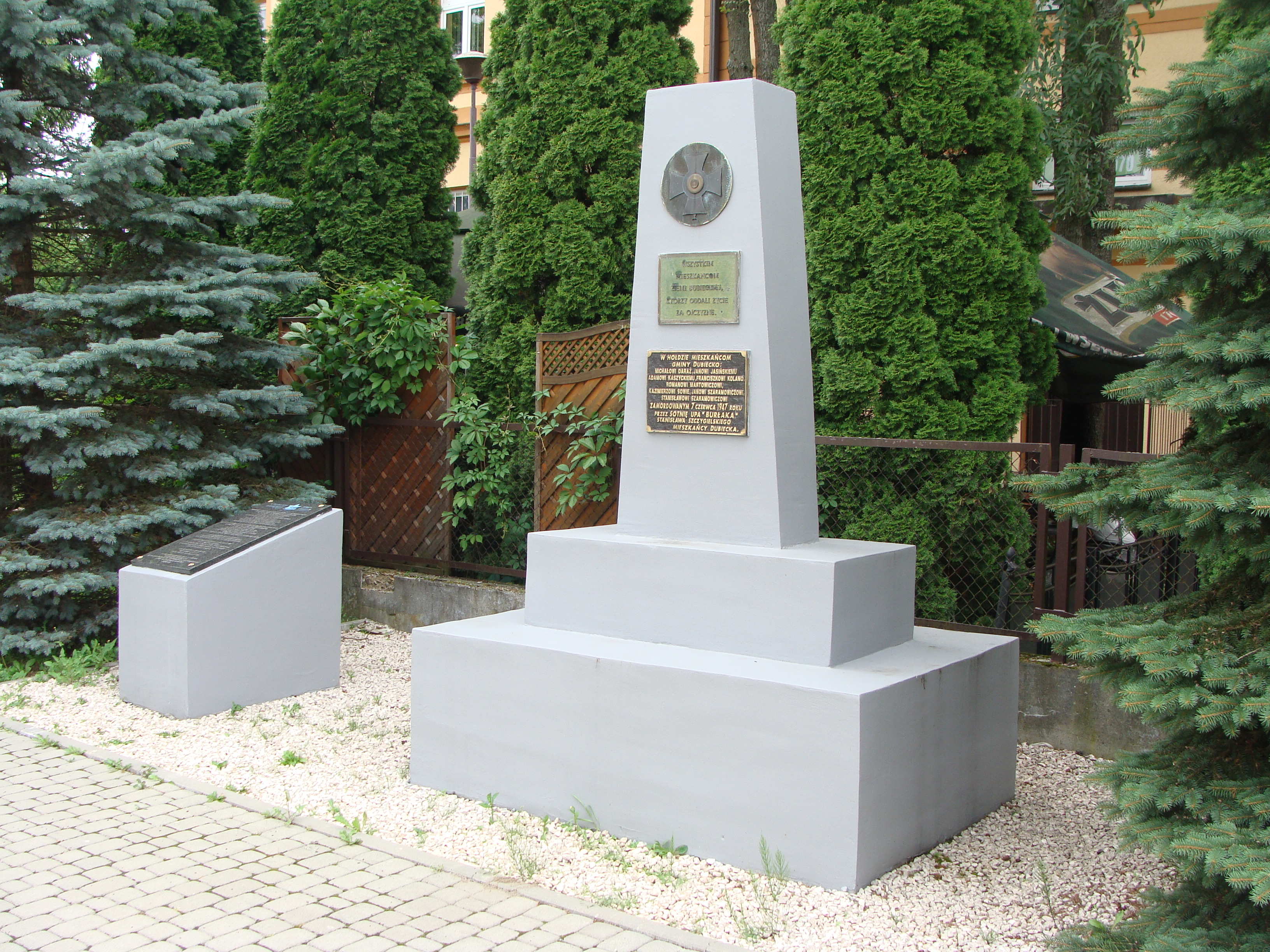
Pomnik ofiar UPA

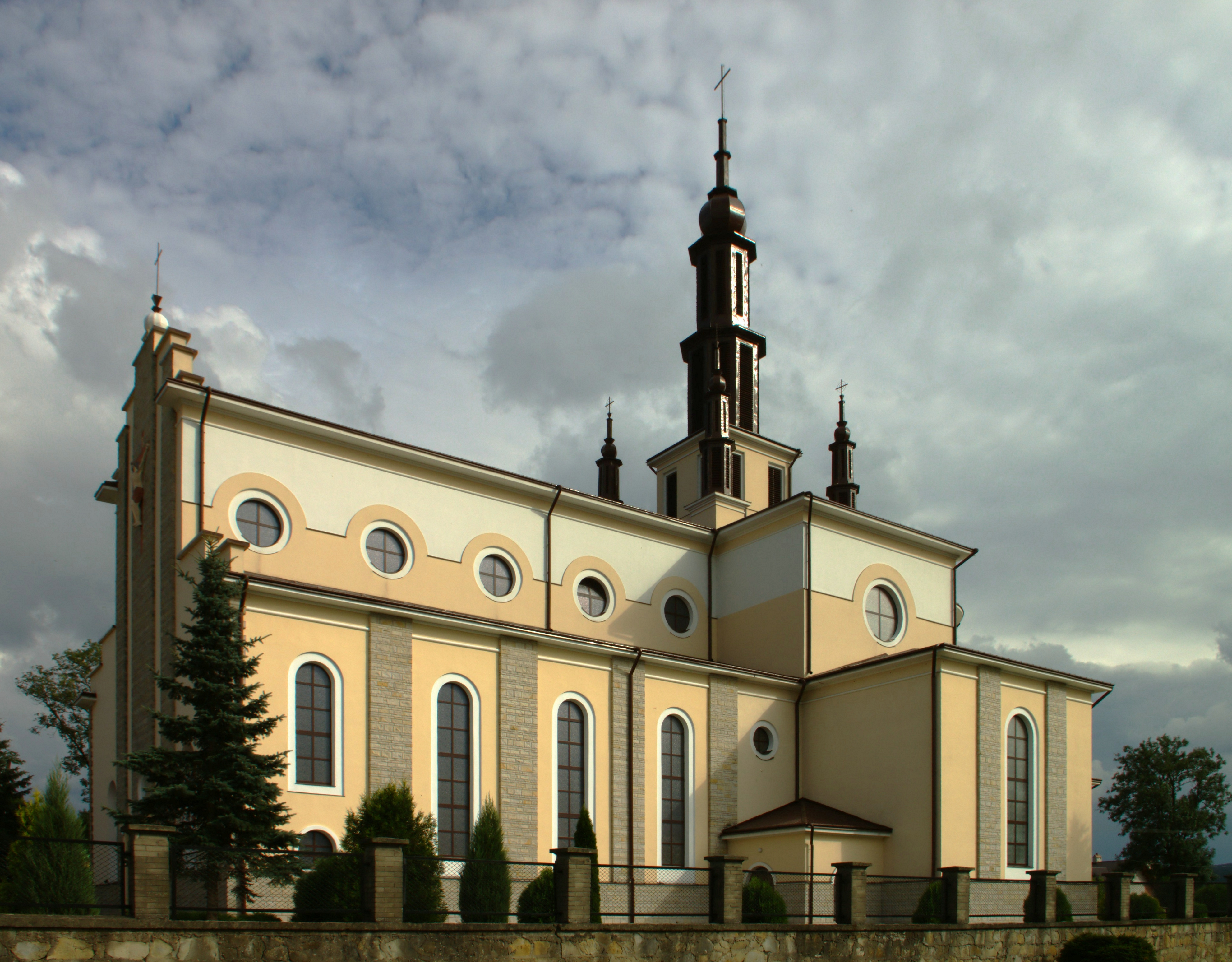
Kościół parafialny (2011)

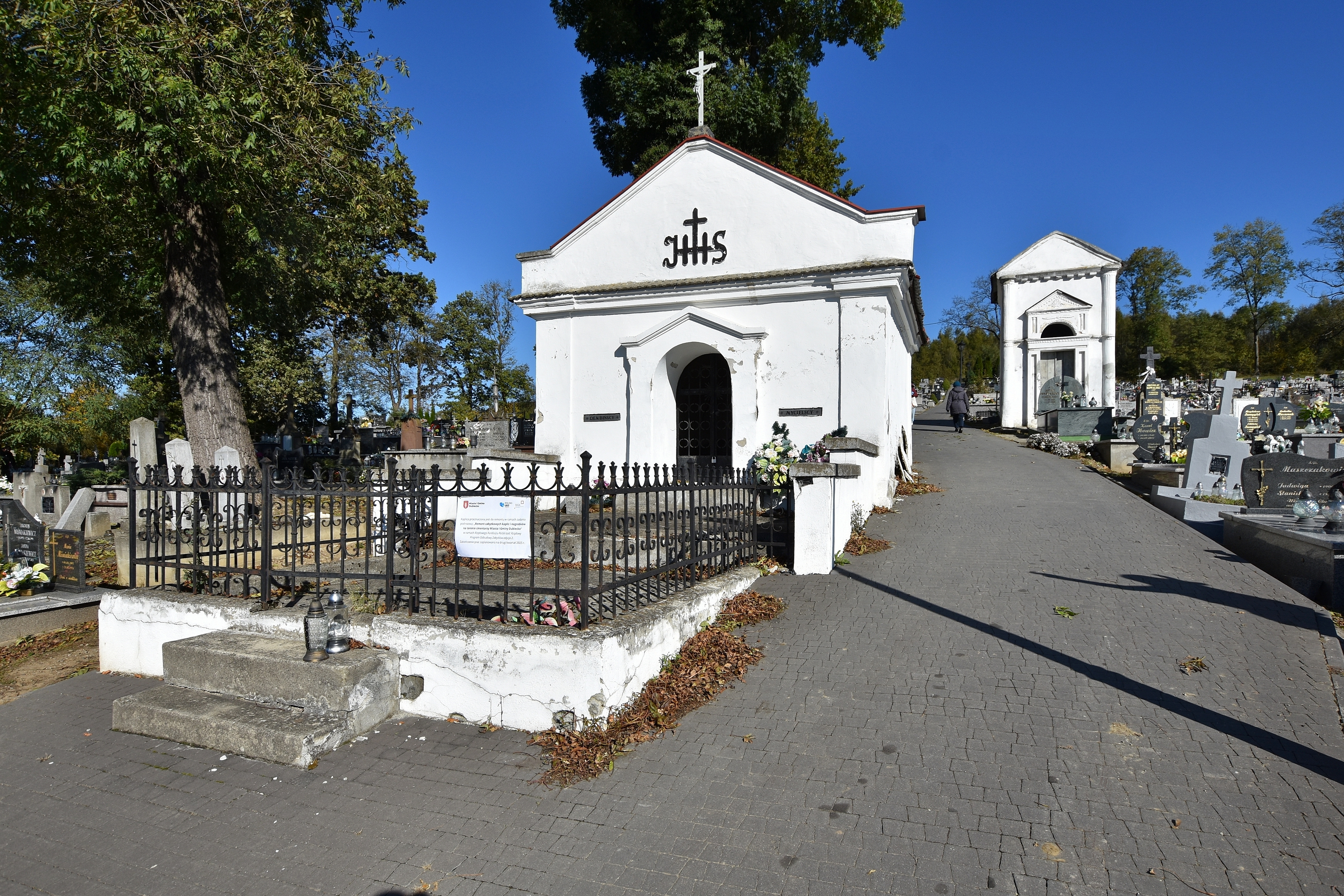
Cmentarz komunalny

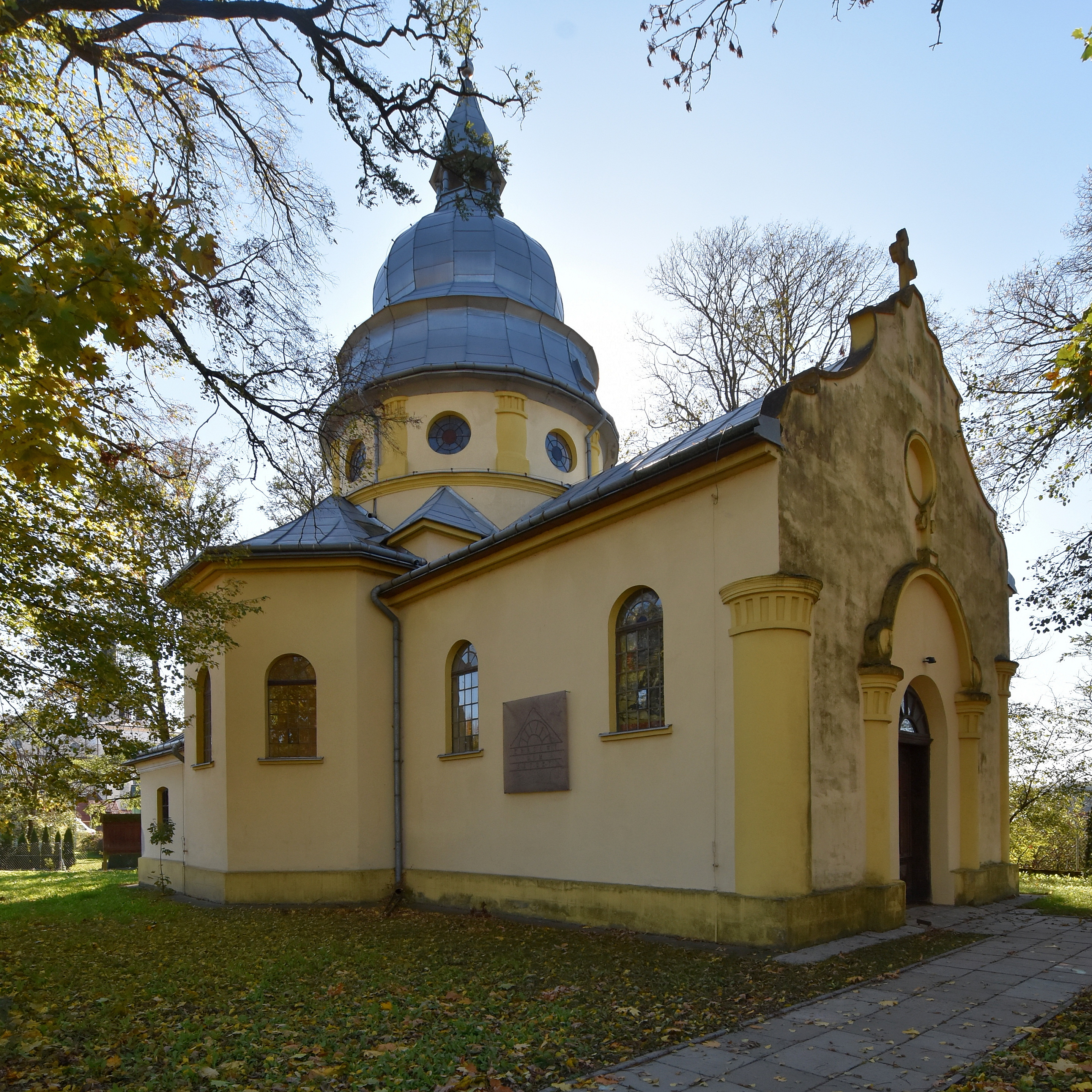
Cerkiew – użytkowana jest jako galeria

Obiekty wpisane do rejestru zabytków:
- Zespół zamkowo-pałacowy: pałac z oficyną i parkiem, ruiny zamku, fortyfikacje ziemne. Pałac klasycystyczny zbudowany przez Krasickich w obecnej formie w latach 1771–1790. Pałac zbudowano w miejscu zamku Stadnickich, który był otoczonym fosą, czworobocznym założeniem z dziedzińcem. Następnie zamek został przebudowany na barokowy pałac, w którym w 1735 roku urodził się Ignacy Krasicki, późniejszy poeta i biskup warmiński. W 1909 r. powstała przy pałacu neogotycka dobudówka. Obecnie w pałacu mieści się hotel i restauracja. Park z unikatowymi okazami drzew (najokazalszy jest dąb szypułkowy o obwodzie pnia 633 cm w 2013 roku, posiadający wyjątkowo wysoki i walcowaty pień[18]), założony w XVIII w. przez Różę z Charczewskich, żonę Antoniego Krasickiego i bratową Ignacego Krasickiego.
- Cerkiew greckokatolicka p.w. Podniesienia Krzyża Świętego, odnowiona przez Towarzystwo Przyjaciół Ziemi Dubieckiej i użytkowana jako Kresowy Dom Sztuki, miejsce imprez kulturalnych.
- Cmentarz komunalny (najstarsza część), z połowy XIX, z kaplicami: Mycielskich i Dembińskich z XIX/XX w., Konarskich i Krasickich, 1 połowy XIX w. i Krasickich i Weyssenwolfów z połowy XIX w.

## Miejsca warte odwiedzenia
- Kościół Niepokalanego Serca Najświętszej Maryi Panny z 1934–1952 z XV-wieczną gotycką kropielnicą.
- Prywatne Muzeum Skamieniałości i Minerałów Roberta Szybiaka (ul. Krasickiego 3). Zawiera kilkaset okazów skamieniałości, głównie zebranych na Podkarpaciu. Unikatowym eksponatem jest ptak z oligocenu, znaleziony na Pogórzu Przemyskim.

## Odniesienia w kulturze
O Dubiecku pisali:
- Ignacy Krasicki
- Aleksander Fredro
- Franciszek Karpiński (tutaj powstała kolęda Bóg się rodzi)
- Aleksandra Konarska (hr. Krasicka)

## Miasta partnerskie
- Azay-le-Rideau